# Hymer

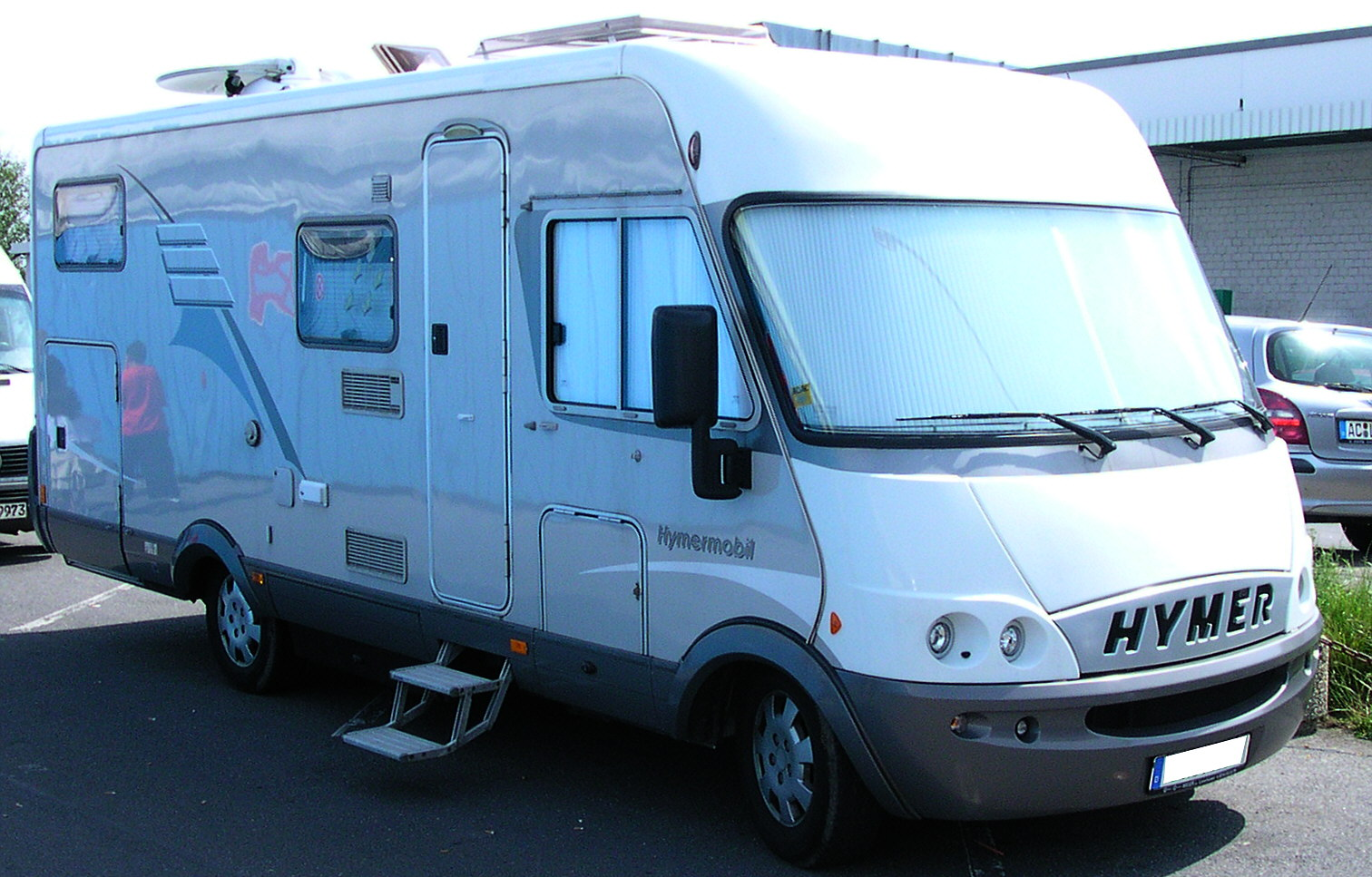
Hymer B SL

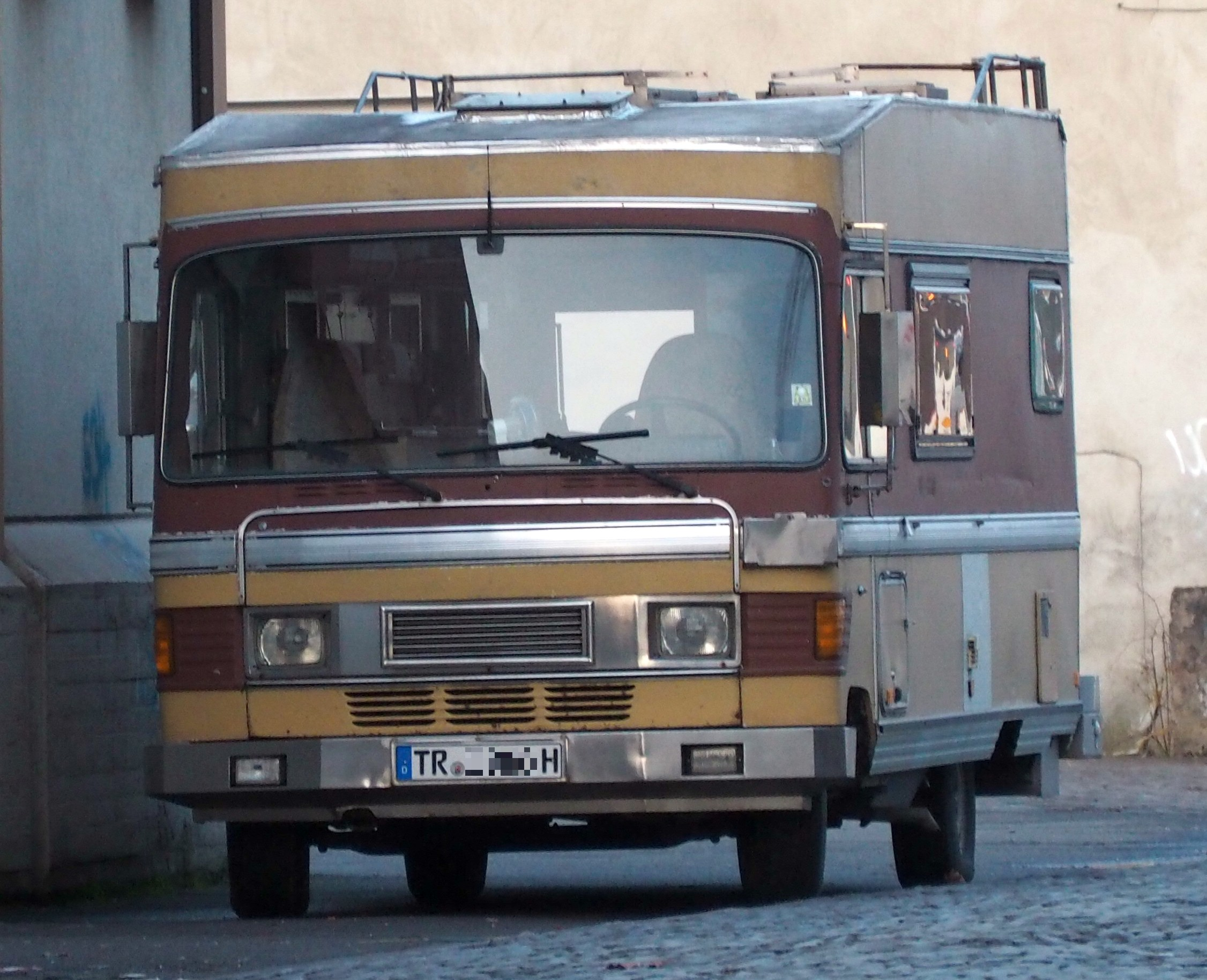
Hymermobil gebaseerd op Mercedes-Benz, geproduceerd ca. 1980

Hymer (uitgesproken als Huum-er), voluit Hymer Group, is een Duits bedrijf dat onder verschillende merken caravans en campers produceert.

## Geschiedenis
Het bedrijf werd opgericht door Erwin Hymer in 1957. Het hoofdkantoor van de Hymer Group en tevens Hymer AG (het eigen merk) bevindt zich in het Duitse Bad Waldsee. In 2007 werd in het Duitse Wertheim een straat naar Erwin Hymer vernoemd bij de opening van 's werelds eerste camper-outlet.
2018: Het Duitse camper- en caravanmerk Hymer komt in handen van Thor Industries, de Amerikaanse eigenaar van camper- en caravanfabrikanten als Airstream en Dutchmen. Bij de deal is Hymer gewaardeerd op zo'n 2,1 miljard euro.

## Merken van de Hymer Group
Merken die zich onder de Hymer Group bevinden zijn:
- Hymer (Duitsland)
- Eriba (Duitsland)
- Niesmann+Bischoff (Duitsland)
- LMC (Duitsland)
- Bürstner (Duitsland)
- Carado (Duitsland)
- Dethleffs (Duitsland)
- SunLight (Duitsland)
- TEC (Duitsland)
- Laika (Italië)
- Solifer (Zweden)

## Hymer AG
Onder het eigen merk Hymer produceert de Hymer Group caravans en campers, waaronder alkoven, semi-integralen, full-integralen, vans en bussen. Deze hebben allen hun eigen benamingen.
- Alkoven (slaapplaatsen boven bestuurderscabine)

Huidige benamingen zijn Camp CL, Camp SL. Voormalige typenamen: Camp, Camp Swing, Camp GT.
- Semi-integraal (camper-opbouw op bestaand onderstel)

Huidige benamingen: Tramp CL, Tramp SL. Voormalige typenamen: Tramp, Tramp Swing, Tramp GT, Tramp GT-R.
- Integraal

Huidige benamingen: B-Klasse CL, B-Klasse SL. Voormalige typenamen: Mobil, B-Klasse, S-Klasse, B-Klasse Classic, Buisness Line.
- Vans

Huidige benamingen: Van, Exsis-I. Voormalige typenamen: Exsis
- Bussen

Huidige benamingen: Magic Van. Voormalige typenamen: Magic.

## B-Klasse Series
- Tot 1988 - Vaak gebaseerd op Mercedes-Benz of Opel Blitz. Kenmerkende puntige grill.
- 1988-1992 - Kenmerkende grill met daarin de letters Hymer. Bruin, Beige design met het bekende logo op de zijkanten bedrukt. (3 schuine strepen). Onderstel van Fiat Ducato I.
- 1992-1994 - Vrijwel gelijk aan het vorige model, alleen zijn de richtingaanwijzers hier in wit uitgevoerd en de spiegels iets anders gemonteerd. Onderstel gefacelifte Fiat Ducato I.
- 1994-1996 - De eerste witte uitvoering van de B-Klasse, met de Ducato II-onderstel. Een enkel Frans model heeft een Ford Transit-onderstel wat duidelijk terugkomt in de neus. Interieur is ook een stuk moderner en uitgevoerd met lichter gekleurd hout.
- 1997-1998 - Identiek aan het vorige model, met iets modernere bestickering. Dit model werd van 1998 tot 2003 geproduceerd als de B-Klasse Classic.
- 1998-2001 - Het meest bekende model van de B-Klasse-reeks. Kenmerkend aan de Hymer-grill (die bij het model ervoor gestickerd was) en de vier ronde koplampen. Nog steeds gebaseerd op Ducato II, maar vaak wel met nieuwere motoren zoals idTD of JTD.
- 2001-2002 - Gelijk aan het vorige model, alleen met Ducato III-onderstel. Dit is terug te vinden in de ovale contourverlichting, waar deze bij het vorige model nog vierkant was. Verder driehoekige knipperlichten in plaats van vierkante.
- 2004-2005 - Iets moderner vormgegeven en wat kleuriger model. De zijwanden en grill zijn nu zeer lichtgrijs. De B-Klasse Classic (enkel geproduceerd in 2004) kreeg een geheel eigen voorkant met een uitkomende neus.
- 2005-2007 - De kleurstelling kan vanaf nu worden gekozen: of wit/grijs, of geheel donkergrijs, of geheel donkerblauw.
- 2007-heden - Een geheel nieuw model. Twee koplampen verdwenen voor een geheel geïntegreerde unit. (bij de CL hoog, bij de SL op grill-hoogte). Ook is er weer keuze uit verschillende kleuren. De achterlichten zijn veranderd in drie geïntegreerde golven. De wanden zijn dikker en steviger. Het interieur is aangepast en er zijn een aantal andere modellen bijgekomen. Onderstel van Ducato III met nieuwe JTD motoren. In sommige gevallen Mercedes Sprinter-onderstel met CDI-motor.

De gebruikte onderstellen bestonden veelal uit een ALKO-chassis op basis van de Fiat Ducato, Ford Transit, Renault Master of Mercedes-Benz Sprinter.

## Van
Hymer was het eerste merk dat de 'Van' introduceerde. In eerste instantie een Semi-Integraal met compactere afmetingen. Later werd ook de Exsis-I geïntroduceerd, de integrale opvolger van de Exsis. Ook was Hymer de eerste met een getunede versie: de TuningVan op basis van een Van Ti255. Later werd er ook nog een B-Klasse SL uit de 6-serie getuned door de officieuze Mercedes-Benz tuner Brabus daar deze Hymer ook was uitgevoerd met een Mercedes Benz onderstel.